# Bob Donham
Robert E. "Bob" Donham (nacido el 11 de octubre de 1926 en Hammond, Indiana y fallecido el 21 de septiembre de 1983 en Seattle, Washington) fue un jugador de baloncesto estadounidense que disputó cuatro temporadas en la NBA, todas ellas en los Boston Celtics. Con 1,88 metros de estatura, jugaba en la posición de base.

## Trayectoria deportiva

### Universidad
Jugó durante cuatro temporadas con los Buckeyes de la Universidad Estatal de Ohio, en las que promedió 9,9 puntos por partido. En 1950 fue incluido en el mejor quinteto de la Big Ten Conference.

### Profesional
Fue elegido en la vigésimo quinta posición del Draft de la NBA de 1950 por Boston Celtics, llegando a la titularidad en su segunda temporada, compartiendo con Bob Cousy por puestos más alejados del aro del quinteto inicial. Ese año promedió 8,3 puntos, 5,0 rebotes y 3,5 asistencias por partido.
Jugó dos temporadas más en los Celtics, en las cuales ya lo hizo saliendo desde el banquillo, no siendo renovado al finalizar la temporada 1953-54, optando por la retirada.

## Estadísticas de su carrera en la NBA

### Temporada regular
| Temporada | Edad | Equipo         | Liga | P   | TIT | MIN  | TC  | TCA | %TC  | 3P | 3PA | %3P | TL  | TLA | %TL  | R.OF. | R.DEF. | REB | ASIS | ROB | TAP | PER | FP  | PTS |
| 1950-51   | 24   | Boston Celtics | NBA  | 68  |     |      | 2.2 | 4.4 | .507 |    |     |     | 1.7 | 3.4 | .498 |       |        | 3.5 | 2.0  |     |     |     | 2.6 | 6.1 |
| 1951-52   | 25   | Boston Celtics | NBA  | 66  |     | 30.0 | 3.0 | 6.3 | .487 |    |     |     | 2.3 | 4.4 | .509 |       |        | 5.0 | 3.5  |     |     |     | 3.4 | 8.3 |
| 1952-53   | 26   | Boston Celtics | NBA  | 71  |     | 20.2 | 2.4 | 5.0 | .479 |    |     |     | 1.6 | 3.4 | .471 |       |        | 3.4 | 2.2  |     |     |     | 3.0 | 6.4 |
| 1953-54   | 27   | Boston Celtics | NBA  | 68  |     | 21.3 | 2.1 | 4.6 | .448 |    |     |     | 1.7 | 3.1 | .554 |       |        | 3.9 | 2.7  |     |     |     | 3.5 | 5.9 |
| Total     |      |                | NBA  | 273 |     | 23.7 | 2.4 | 5.1 | .480 |    |     |     | 1.8 | 3.6 | .507 |       |        | 3.9 | 2.6  |     |     |     | 3.1 | 6.7 |

### Playoffs
| Temporada | Edad | Equipo         | Liga | P  | MIN | TCA | TC | 3PA | 3P | TLA | TL | R.OF. | REB | ASIS | ROB | TAP | PER | FP | PTS | %TC  | %3P | %FT  | MIN  | PTS | REB | AST |
| 1950-51   | 24   | Boston Celtics | NBA  | 2  |     | 4   | 9  |     |    | 5   | 12 |       | 8   | 2    |     |     |     | 9  | 13  | .444 |     | .417 |      | 6.5 | 4.0 | 1.0 |
| 1951-52   | 25   | Boston Celtics | NBA  | 3  | 112 | 9   | 19 |     |    | 9   | 18 |       | 13  | 17   |     |     |     | 16 | 27  | .474 |     | .500 | 37.3 | 9.0 | 4.3 | 5.7 |
| 1952-53   | 26   | Boston Celtics | NBA  | 6  | 138 | 11  | 38 |     |    | 11  | 27 |       | 21  | 13   |     |     |     | 24 | 33  | .289 |     | .407 | 23.0 | 5.5 | 3.5 | 2.2 |
| 1953-54   | 27   | Boston Celtics | NBA  | 6  | 98  | 7   | 15 |     |    | 6   | 19 |       | 12  | 6    |     |     |     | 32 | 20  | .467 |     | .316 | 16.3 | 3.3 | 2.0 | 1.0 |
| Total     |      |                | NBA  | 17 | 348 | 31  | 81 |     |    | 31  | 76 |       | 54  | 38   |     |     |     | 81 | 93  | .383 |     | .408 | 23.2 | 5.5 | 3.2 | 2.2 |